# Thorigny-sur-Oreuse
Thorigny-sur-Oreuse là một xã của Pháp,tọa lạc ở tỉnh Yonne trong vùng Bourgogne.
Người dân ở đây trong tiếng Pháp gọi là thorignats.

## Hành chính
| Danh sách các thị trưởng               |              |     |      |         |
| Giai đoạn                              | Giai đoạn    | Tên | Đảng | Tư cách |
|                                        | tháng 3 2001 |     |      |         |
| Tất cả các dữ liệu trước đây không rõ. |              |     |      |         |

## Thông tin nhân khẩu
| Năm | 1962 | 1968  | 1975 | 1982  | 1990  | 1999  |
| --- | ---- | ----- | ---- | ----- | ----- | ----- |
| Dân số | 960  | 1 039 | 963  | 1 002 | 1 135 | 1 262 |
| From the year 1962 on: No double counting—residents of multiple communes (e.g. students and military personnel) are counted only once. |      |       |      |       |       |       |